# Karangrandu
Karangrandu is een bestuurslaag in het regentschap Jepara van de provincie Midden-Java, Indonesië. Karangrandu telt 5897 inwoners (volkstelling 2010).